# Рівнинна річка

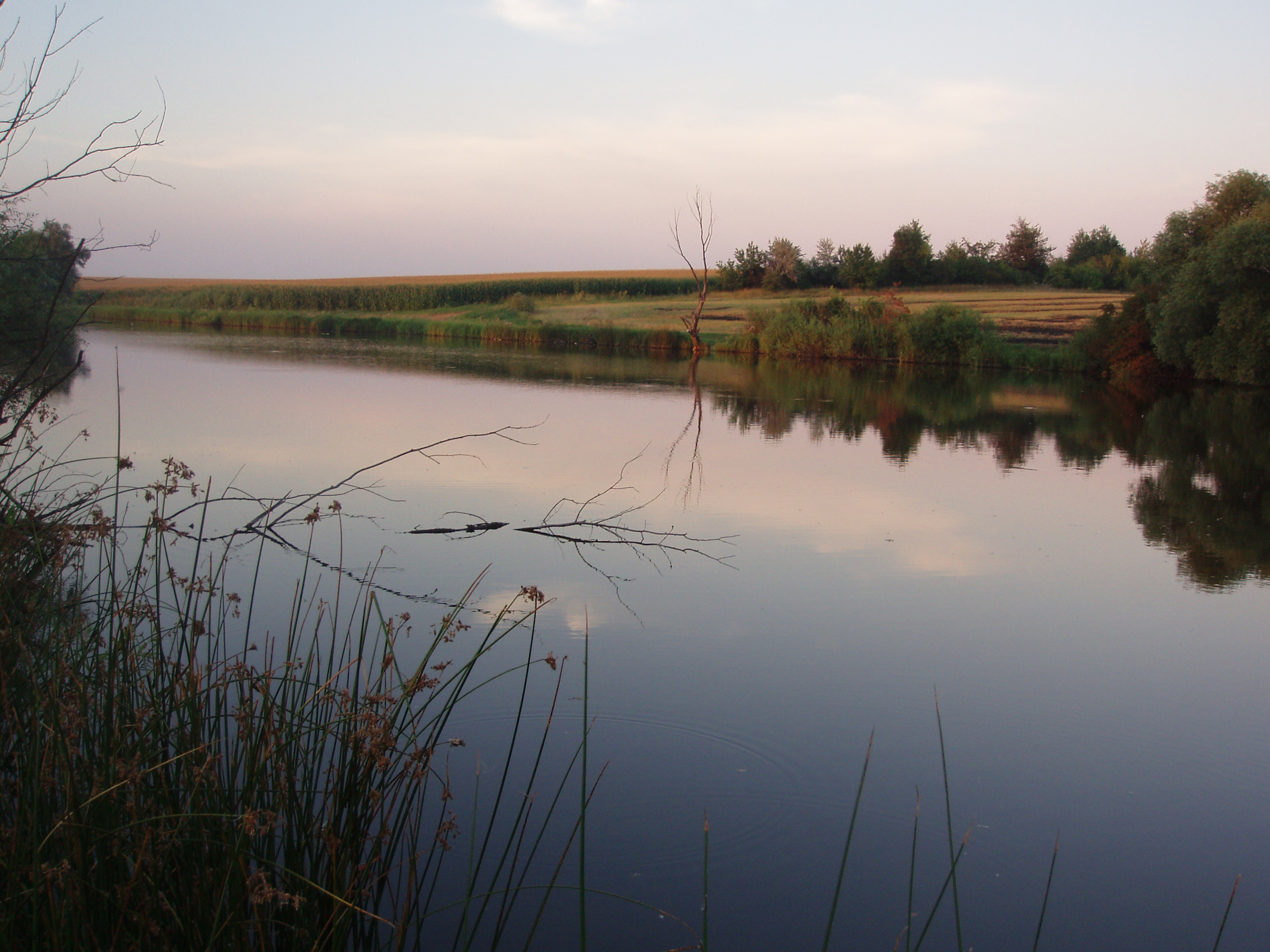
Хорол — типово рівнинна річка

Рівни́нна рі́чка — річка, що тече по рівнинній місцевості у відносно неглибокій, добре розробленій, широкій долині із значними заплавами. 
Характеризується невеликим похилом і швидкістю течії. Поздовжній профіль рівнинної річки плавно увігнутий, пологий. На окремих ділянках річка може перетинати кристалічні породи, утворюючи пороги. У розвитку річища переважають процеси розмивання дна і берегів та акумуляції продуктів розмиву. 
Густота річкової мережі рівнинної частини території України змінюється переважно в межах від 0,2 до 0,4 км/ км², у межиріччі Дністра і Південного Бугу — від 0,09 до 0,2 км/ км². 
Долини рівнинних річок широкі, ящикоподібні, трапецієподібні або V-подібні, часто асиметричні. Річища широкі, звивисті, з меандрами, рукавами, протоками. Швидкість течії у межень 0,2—0,5 м/с, похили — до 10 м/км у верхів'ях та 1 м/км і менше у пониззях. Живлення річок мішане. Максимальні витрати спостерігаються переважно навесні, в окремі роки на малих річках — під час дощових паводків. 